# Viktória Ferenc
Viktória Ferenc, née le 12 juin 1984 à Pallo (uk) (RSS d'Ukraine), est une linguiste et femme politique hongroise. Membre du Fidesz, elle est élue députée européenne sur la liste du Fidesz–KDNP lors des élections européennes de 2024. 

## Biographie
Viktória Ferenc naît le 12 juin 1984 à Pallo (uk), près d'Oujhorod dans l'oblast de Transcarpatie, alors en RSS d'Ukraine (à Oujhorod même selon le Parlement européen). Elle va à l'école dans le village d'à côté, avant de suivre les cours du collège hongrois de Berehove. Elle obtient un doctorat en linguistique à Pécs, commencé en 2006. En 2013, elle commence à travailler pour l'Institut national de recherche sur les politiques en tant que chercheuse, spécialisée dans les questions d'enseignement et de langage. 
En 2024, elle est nommée en 7e position sur la liste Fidesz–KDNP pour les élections européennes. Remplaçant Andrea Bocskor, elle est vue comme la défenseure de minorité magyare d'Ukraine,. Le 9 juin 2024, elle est élue députée européenne.